# فينيتو كلاسيك 2023
فينيتو كلاسيك 2023 (بالإيطالية: Veneto Classic 2023)‏ هو سباق دراجات هوائية من فئة  1.1، وهو الموسم الثالث من فينيتو كلاسيك ‏، وأقيم في 15 أكتوبر 2023 ضمن سباقات سلسلة سباقات الاتحاد الدولي للدراجات للمحترفين 2023.
فاز بالمركز الأول دافيد فورمولو، وحلَّ في المركز الثاني مارك هيرشي، بينما جاء فيليبو زانا في المركز الثالث.

## الفرق
| فرق عالمية (7)- AG2R Citroën Team - Alpecin-Deceuninck - Astana Qazaqstan Team - Lidl-Trek - Arkéa-Samsic - Team Jayco AlUla - UAE Team Emirates فرق برو (7)- فريق إيولو كوميت لركوب الدراجات 2023 ‏ - Green Project-Bardiani CSF-Faizanè - Israel-Premier Tech - Lotto Dstny - فريق الدراجات Q36.5 ‏ - سويس ريسينغ أكادمي 2023 ‏ - أونو اكس برو سايكلنج تيم 2023 ‏ فرق قارية (6)- Biesse–Carrera ‏ - جنرال ستور بوتولي زارديني ‏ - مالوجا بوشبيكرز 2023 ‏ - أندروني جوكاتولي-سيدرمك ‏ - MG.K vis Colors for Peace ‏ - Sam–Vitalcare–Dynatek ‏ |  |
| |  |

## المشاركون
| UAE Team Emirates UAD | UAE Team Emirates UAD | UAE Team Emirates UAD |
| --------------------- | --------------------- | --------------------- |
| م                     | عداء                  | مرتبة                 |
| 1                     | مارك هيرشي (طريق)     | 2                     |
| 4                     | Jan Christen ‏         | لم يكمل السباق        |
| 5                     | دافيد فورمولو         | 1                     |
| 6                     | رافال مايكا           | 20                    |
| 7                     | ماتيو ترينتين         | 45                    |

| AG2R Citroën Team ACT | AG2R Citroën Team ACT   | AG2R Citroën Team ACT |
| --------------------- | ----------------------- | --------------------- |
| م                     | عداء                    | مرتبة                 |
| 11                    | بينوا كوسنيفروي         | 47                    |
| 12                    | Franck Bonnamour ‏       | 15                    |
| 13                    | Dorian Godon ‏           | 37                    |
| 14                    | Valentin Paret-Peintre ‏ | 66                    |
| 15                    | Valentin Retailleau ‏    | لم يكمل السباق        |
| 16                    | أندريا فيندرام          | 4                     |
| 17                    | Jordan Labrosse ‏        | لم يكمل السباق        |

| Alpecin-Deceuninck ADC | Alpecin-Deceuninck ADC | Alpecin-Deceuninck ADC |
| ---------------------- | ---------------------- | ---------------------- |
| م                      | عداء                   | مرتبة                  |
| 21                     | كريستيان سباراغلي      | 36                     |
| 22                     | Axel Laurance ‏         | 9                      |
| 23                     | جيمي يانسون            | 67                     |
| 24                     | Alex Bogna‏             | لم يكمل السباق         |
| 25                     | Nicola Conci ‏          | 19                     |
| 26                     | جايسون أوسبورن         | لم يكمل السباق         |
| 27                     | Stefano Oldani ‏        | 21                     |

| Astana Qazaqstan Team AST | Astana Qazaqstan Team AST | Astana Qazaqstan Team AST |
| ------------------------- | ------------------------- | ------------------------- |
| م                         | عداء                      | مرتبة                     |
| 31                        | بيترو فيلاسكو (طريق)      | لم يكمل السباق            |
| 32                        | ليوناردو باسو             | لم يكمل السباق            |
| 33                        | Samuele Battistella ‏      | 6                         |
| 34                        | مانويل بوارو              | لم يكمل السباق            |
| 35                        | Gianmarco Garofoli ‏       | 30                        |
| 36                        | Harold Martín López ‏      | 65                        |
| 37                        | كريستيان سكاروني ‏         | لم يكمل السباق            |

| Lidl-Trek LTK | Lidl-Trek LTK            | Lidl-Trek LTK  |
| ------------- | ------------------------ | -------------- |
| م             | عداء                     | مرتبة          |
| 41            | Nils Aebersold ‏          | لم يكمل السباق |
| 42            | Amanuel Ghebreigzabhier ‏ | 18             |
| 43            | Jacopo Mosca ‏            | 22             |
| 44            | Martin Pedersen ‏         | لم يكمل السباق |
| 45            | Natnael Tesfatsion ‏      | 28             |
| 46            | Tim Torn Teutenberg ‏     | لم يكمل السباق |

| Arkéa-Samsic ARK | Arkéa-Samsic ARK     | Arkéa-Samsic ARK |
| ---------------- | -------------------- | ---------------- |
| م                | عداء                 | مرتبة            |
| 51               | Luca Mozzato ‏        | 44               |
| 52               | جينثي بيرمانز ‏       | لم يكمل السباق   |
| 53               | أنتوني ديلابلاسي     | 32               |
| 54               | Clément Champoussin ‏ | لم يكمل السباق   |
| 55               | Simon Guglielmi ‏     | 46               |
| 56               | Matis Louvel ‏        | لم يكمل السباق   |
| 57               | Kévin Vauquelin ‏     | 16               |

| Team Jayco AlUla JAY | Team Jayco AlUla JAY | Team Jayco AlUla JAY |
| -------------------- | -------------------- | -------------------- |
| م                    | عداء                 | مرتبة                |
| 61                   | Welay Berhe ‏         | 69                   |
| 64                   | تسغابو غرماي         | 64                   |
| 65                   | مايكل ماثيوز         | 35                   |
| 66                   | Matteo Sobrero ‏      | لم يكمل السباق       |
| 67                   | فيليبو زانا          | 3                    |

| إيولو كوميت ‏ EOK | إيولو كوميت ‏ EOK     | إيولو كوميت ‏ EOK |
| ---------------- | -------------------- | ---------------- |
| م                | عداء                 | مرتبة            |
| 71               | فينتشنزو ألبانيز     | 11               |
| 72               | Erik Fetter ‏         | 49               |
| 73               | فرانسيسكو جافازي     | لم يكمل السباق   |
| 74               | أندريا غاروسيو       | لم يكمل السباق   |
| 75               | Davide Piganzoli ‏    | 17               |
| 76               | Davide De Cassan ‏    | 29               |
| 77               | Diego Pablo Sevilla ‏ | 23               |

| Green Project-Bardiani CSF-Faizanè BCF | Green Project-Bardiani CSF-Faizanè BCF | Green Project-Bardiani CSF-Faizanè BCF |
| -------------------------------------- | -------------------------------------- | -------------------------------------- |
| م                                      | عداء                                   | مرتبة                                  |
| 81                                     | Luca Covili ‏                           | 24                                     |
| 82                                     | Filippo Fiorelli ‏                      | 10                                     |
| 83                                     | Riccardo Lucca ‏                        | 53                                     |
| 84                                     | Alessandro Pinarello ‏                  | لم يكمل السباق                         |
| 85                                     | Alex Tolio ‏                            | 25                                     |
| 86                                     | Davide Gabburo ‏                        | 63                                     |
| 87                                     | Martin Marcellusi ‏                     | 27                                     |

| Lotto Dstny LTD | Lotto Dstny LTD     | Lotto Dstny LTD |
| --------------- | ------------------- | --------------- |
| م               | عداء                | مرتبة           |
| 91              | فريدريك فريزون      | لم يكمل السباق  |
| 92              | Andreas Kron ‏       | 5               |
| 93              | Arjen Livyns ‏       | 59              |
| 94              | Milan Menten ‏       | 43              |
| 95              | Florian Vermeersch ‏ | 7               |
| 96              | برنت فان موير       | 38              |

| Israel-Premier Tech IPT | Israel-Premier Tech IPT | Israel-Premier Tech IPT |
| ----------------------- | ----------------------- | ----------------------- |
| م                       | عداء                    | مرتبة                   |
| 101                     | Marco Frigo ‏            | 48                      |
| 102                     | جاكوب فوجلسانج          | 26                      |
| 103                     | كريستس نيولاندز         | 41                      |
| 104                     | Reto Hollenstein ‏       | 61                      |
| 105                     | دومينيكو بوزوفيفو       | لم يكمل السباق          |
| 106                     | نيك شولتز               | لم يكمل السباق          |
| 107                     | كوربين سترونغ           | 12                      |

| فريق الدراجات Q36.5 ‏ Q36 | فريق الدراجات Q36.5 ‏ Q36 | فريق الدراجات Q36.5 ‏ Q36 |
| ------------------------ | ------------------------ | ------------------------ |
| م                        | عداء                     | مرتبة                    |
| 111                      | جيانلوكا برامبيلا        | 14                       |
| 112                      | Walter Calzoni ‏          | 13                       |
| 113                      | Marcel Camprubí ‏         | لم يكمل السباق           |
| 114                      | كوري ديفيس ‏              | لم يكمل السباق           |
| 115                      | Tom Devriendt ‏           | لم يكمل السباق           |
| 116                      | مارك دونوفان             | لم يكمل السباق           |
| 117                      | Joey Rosskopf ‏           | 70                       |

| سويس ريسينغ أكادمي ‏ TUD | سويس ريسينغ أكادمي ‏ TUD | سويس ريسينغ أكادمي ‏ TUD |
| ----------------------- | ----------------------- | ----------------------- |
| م                       | عداء                    | مرتبة                   |
| 121                     | Nils Brun ‏              | 57                      |
| 122                     | Aloïs Charrin ‏          | لم يكمل السباق          |
| 123                     | جاكوب أريكسون ‏          | 42                      |
| 124                     | ألكسندر كامب            | لم يكمل السباق          |
| 125                     | Simon Pellaud ‏          | 52                      |
| 126                     | سيباستيان رايشنباخ      | 33                      |

| أونو-إكس موبيليتي ‏ UXT | أونو-إكس موبيليتي ‏ UXT   | أونو-إكس موبيليتي ‏ UXT |
| ---------------------- | ------------------------ | ---------------------- |
| م                      | عداء                     | مرتبة                  |
| 131                    | جوناس إبراهمسين ‏         | 40                     |
| 132                    | Martin Urianstad ‏        | لم يكمل السباق         |
| 133                    | Fredrik Dversnes ‏ (طريق) | لم يكمل السباق         |
| 134                    | Ådne Holter ‏             | لم يكمل السباق         |
| 135                    | توبياس هالاند يوهانسن    | 34                     |
| 136                    | Anthon Charmig ‏          | 39                     |
| 137                    | Torstein Træen ‏          | 8                      |

| أندروني جوكاتولي-سيدرمك ‏ GSS | أندروني جوكاتولي-سيدرمك ‏ GSS | أندروني جوكاتولي-سيدرمك ‏ GSS |
| ---------------------------- | ---------------------------- | ---------------------------- |
| م                            | عداء                         | مرتبة                        |
| 141                          | Alessandro Bisolti ‏          | لم يكمل السباق               |
| 142                          | Jonathan Guatibonza ‏         | لم يكمل السباق               |
| 143                          | Andrés Mancipe‏               | لم يكمل السباق               |
| 144                          | أليخاندرو أوسوريو            | 31                           |
| 145                          | Jeferson Armando Ruiz Acuña‏  | لم يكمل السباق               |
| 146                          | Filippo Tagliani ‏            | لم يكمل السباق               |
| 147                          | Santiago Umba ‏               | 51                           |

| مالوجا بوشبيكرز ‏ PBS | مالوجا بوشبيكرز ‏ PBS | مالوجا بوشبيكرز ‏ PBS |
| -------------------- | -------------------- | -------------------- |
| م                    | عداء                 | مرتبة                |
| 151                  | Paul Rudys ‏          | لم يكمل السباق       |
| 152                  | Liam Bertazzo ‏       | لم يكمل السباق       |
| 153                  | فيليبو فورتين        | لم يكمل السباق       |
| 154                  | Felix James Meo ‏     | لم يكمل السباق       |
| 156                  | Moritz Malcharek ‏    | لم يكمل السباق       |

| Biesse–Carrera ‏ BIE | Biesse–Carrera ‏ BIE   | Biesse–Carrera ‏ BIE |
| ------------------- | --------------------- | ------------------- |
| م                   | عداء                  | مرتبة               |
| 161                 | Nicolò Arrighetti‏     | لم يكمل السباق      |
| 162                 | Michael Belleri ‏      | 54                  |
| 163                 | Pierelis Belletta‏     | 60                  |
| 164                 | Andrea d' Amato ‏      | 56                  |
| 165                 | Anders Foldager ‏      | لم يكمل السباق      |
| 166                 | Francesco Galimberti ‏ | لم يكمل السباق      |
| 167                 | Giacomo Villa ‏        | 55                  |

| جنرال ستور بوتولي زارديني ‏ GEF | جنرال ستور بوتولي زارديني ‏ GEF | جنرال ستور بوتولي زارديني ‏ GEF |
| ------------------------------ | ------------------------------ | ------------------------------ |
| م                              | عداء                           | مرتبة                          |
| 171                            | Michele Berasi‏                 | لم يكمل السباق                 |
| 172                            | Tommaso Bergagna‏               | لم يكمل السباق                 |
| 173                            | Lorenzo Peschi‏                 | لم يكمل السباق                 |
| 174                            | Filippo D'Aiuto ‏               | لم يكمل السباق                 |
| 175                            | Carlo Francesco Favretto‏       | 62                             |
| 176                            | Omar Dal Cappello‏              | لم يكمل السباق                 |
| 177                            | Kevin Pezzo Rosola ‏            | لم يكمل السباق                 |

| MG.K vis Colors for Peace ‏ MGK | MG.K vis Colors for Peace ‏ MGK | MG.K vis Colors for Peace ‏ MGK |
| ------------------------------ | ------------------------------ | ------------------------------ |
| م                              | عداء                           | مرتبة                          |
| 181                            | Davide Bauce ‏                  | لم يكمل السباق                 |
| 182                            | Francesco Carollo‏              | 68                             |
| 183                            | Mattia Di Felice‏               | لم يكمل السباق                 |
| 184                            | Ben Granger‏                    | لم يكمل السباق                 |
| 185                            | Matthew Kingston‏               | لم يكمل السباق                 |
| 186                            | Edoardo Martinelli‏             | لم يكمل السباق                 |
| 187                            | Anthoni Silenzi‏                | لم يكمل السباق                 |

| Sam–Vitalcare–Dynatek ‏ IWD | Sam–Vitalcare–Dynatek ‏ IWD | Sam–Vitalcare–Dynatek ‏ IWD |
| -------------------------- | -------------------------- | -------------------------- |
| م                          | عداء                       | مرتبة                      |
| 191                        | Kevin Bonaldo‏              | 58                         |
| 192                        | Manuel Capra‏               | لم يكمل السباق             |
| 193                        | Giacomo Garavaglia ‏        | 50                         |
| 194                        | Samuele Mion‏               | لم يكمل السباق             |
| 195                        | Christian Danilo Pase‏      | لم يكمل السباق             |
| 196                        | Nicola Venchiarutti ‏       | لم يكمل السباق             |
| 197                        | Daniel Gaetano Zanta‏       | لم يكمل السباق             |

| UAE Team Emirates UAD | UAE Team Emirates UAD | UAE Team Emirates UAD |
| --------------------- | --------------------- | --------------------- |
| م                     | عداء                  | مرتبة                 |
| 1                     | مارك هيرشي (طريق)     | 2                     |
| 4                     | Jan Christen ‏         | لم يكمل السباق        |
| 5                     | دافيد فورمولو         | 1                     |
| 6                     | رافال مايكا           | 20                    |
| 7                     | ماتيو ترينتين         | 45                    |

| AG2R Citroën Team ACT | AG2R Citroën Team ACT   | AG2R Citroën Team ACT |
| --------------------- | ----------------------- | --------------------- |
| م                     | عداء                    | مرتبة                 |
| 11                    | بينوا كوسنيفروي         | 47                    |
| 12                    | Franck Bonnamour ‏       | 15                    |
| 13                    | Dorian Godon ‏           | 37                    |
| 14                    | Valentin Paret-Peintre ‏ | 66                    |
| 15                    | Valentin Retailleau ‏    | لم يكمل السباق        |
| 16                    | أندريا فيندرام          | 4                     |
| 17                    | Jordan Labrosse ‏        | لم يكمل السباق        |

| Alpecin-Deceuninck ADC | Alpecin-Deceuninck ADC | Alpecin-Deceuninck ADC |
| ---------------------- | ---------------------- | ---------------------- |
| م                      | عداء                   | مرتبة                  |
| 21                     | كريستيان سباراغلي      | 36                     |
| 22                     | Axel Laurance ‏         | 9                      |
| 23                     | جيمي يانسون            | 67                     |
| 24                     | Alex Bogna‏             | لم يكمل السباق         |
| 25                     | Nicola Conci ‏          | 19                     |
| 26                     | جايسون أوسبورن         | لم يكمل السباق         |
| 27                     | Stefano Oldani ‏        | 21                     |

| Astana Qazaqstan Team AST | Astana Qazaqstan Team AST | Astana Qazaqstan Team AST |
| ------------------------- | ------------------------- | ------------------------- |
| م                         | عداء                      | مرتبة                     |
| 31                        | بيترو فيلاسكو (طريق)      | لم يكمل السباق            |
| 32                        | ليوناردو باسو             | لم يكمل السباق            |
| 33                        | Samuele Battistella ‏      | 6                         |
| 34                        | مانويل بوارو              | لم يكمل السباق            |
| 35                        | Gianmarco Garofoli ‏       | 30                        |
| 36                        | Harold Martín López ‏      | 65                        |
| 37                        | كريستيان سكاروني ‏         | لم يكمل السباق            |

| Lidl-Trek LTK | Lidl-Trek LTK            | Lidl-Trek LTK  |
| ------------- | ------------------------ | -------------- |
| م             | عداء                     | مرتبة          |
| 41            | Nils Aebersold ‏          | لم يكمل السباق |
| 42            | Amanuel Ghebreigzabhier ‏ | 18             |
| 43            | Jacopo Mosca ‏            | 22             |
| 44            | Martin Pedersen ‏         | لم يكمل السباق |
| 45            | Natnael Tesfatsion ‏      | 28             |
| 46            | Tim Torn Teutenberg ‏     | لم يكمل السباق |

| Arkéa-Samsic ARK | Arkéa-Samsic ARK     | Arkéa-Samsic ARK |
| ---------------- | -------------------- | ---------------- |
| م                | عداء                 | مرتبة            |
| 51               | Luca Mozzato ‏        | 44               |
| 52               | جينثي بيرمانز ‏       | لم يكمل السباق   |
| 53               | أنتوني ديلابلاسي     | 32               |
| 54               | Clément Champoussin ‏ | لم يكمل السباق   |
| 55               | Simon Guglielmi ‏     | 46               |
| 56               | Matis Louvel ‏        | لم يكمل السباق   |
| 57               | Kévin Vauquelin ‏     | 16               |

| Team Jayco AlUla JAY | Team Jayco AlUla JAY | Team Jayco AlUla JAY |
| -------------------- | -------------------- | -------------------- |
| م                    | عداء                 | مرتبة                |
| 61                   | Welay Berhe ‏         | 69                   |
| 64                   | تسغابو غرماي         | 64                   |
| 65                   | مايكل ماثيوز         | 35                   |
| 66                   | Matteo Sobrero ‏      | لم يكمل السباق       |
| 67                   | فيليبو زانا          | 3                    |

| إيولو كوميت ‏ EOK | إيولو كوميت ‏ EOK     | إيولو كوميت ‏ EOK |
| ---------------- | -------------------- | ---------------- |
| م                | عداء                 | مرتبة            |
| 71               | فينتشنزو ألبانيز     | 11               |
| 72               | Erik Fetter ‏         | 49               |
| 73               | فرانسيسكو جافازي     | لم يكمل السباق   |
| 74               | أندريا غاروسيو       | لم يكمل السباق   |
| 75               | Davide Piganzoli ‏    | 17               |
| 76               | Davide De Cassan ‏    | 29               |
| 77               | Diego Pablo Sevilla ‏ | 23               |

| Green Project-Bardiani CSF-Faizanè BCF | Green Project-Bardiani CSF-Faizanè BCF | Green Project-Bardiani CSF-Faizanè BCF |
| -------------------------------------- | -------------------------------------- | -------------------------------------- |
| م                                      | عداء                                   | مرتبة                                  |
| 81                                     | Luca Covili ‏                           | 24                                     |
| 82                                     | Filippo Fiorelli ‏                      | 10                                     |
| 83                                     | Riccardo Lucca ‏                        | 53                                     |
| 84                                     | Alessandro Pinarello ‏                  | لم يكمل السباق                         |
| 85                                     | Alex Tolio ‏                            | 25                                     |
| 86                                     | Davide Gabburo ‏                        | 63                                     |
| 87                                     | Martin Marcellusi ‏                     | 27                                     |

| Lotto Dstny LTD | Lotto Dstny LTD     | Lotto Dstny LTD |
| --------------- | ------------------- | --------------- |
| م               | عداء                | مرتبة           |
| 91              | فريدريك فريزون      | لم يكمل السباق  |
| 92              | Andreas Kron ‏       | 5               |
| 93              | Arjen Livyns ‏       | 59              |
| 94              | Milan Menten ‏       | 43              |
| 95              | Florian Vermeersch ‏ | 7               |
| 96              | برنت فان موير       | 38              |

| Israel-Premier Tech IPT | Israel-Premier Tech IPT | Israel-Premier Tech IPT |
| ----------------------- | ----------------------- | ----------------------- |
| م                       | عداء                    | مرتبة                   |
| 101                     | Marco Frigo ‏            | 48                      |
| 102                     | جاكوب فوجلسانج          | 26                      |
| 103                     | كريستس نيولاندز         | 41                      |
| 104                     | Reto Hollenstein ‏       | 61                      |
| 105                     | دومينيكو بوزوفيفو       | لم يكمل السباق          |
| 106                     | نيك شولتز               | لم يكمل السباق          |
| 107                     | كوربين سترونغ           | 12                      |

| فريق الدراجات Q36.5 ‏ Q36 | فريق الدراجات Q36.5 ‏ Q36 | فريق الدراجات Q36.5 ‏ Q36 |
| ------------------------ | ------------------------ | ------------------------ |
| م                        | عداء                     | مرتبة                    |
| 111                      | جيانلوكا برامبيلا        | 14                       |
| 112                      | Walter Calzoni ‏          | 13                       |
| 113                      | Marcel Camprubí ‏         | لم يكمل السباق           |
| 114                      | كوري ديفيس ‏              | لم يكمل السباق           |
| 115                      | Tom Devriendt ‏           | لم يكمل السباق           |
| 116                      | مارك دونوفان             | لم يكمل السباق           |
| 117                      | Joey Rosskopf ‏           | 70                       |

| سويس ريسينغ أكادمي ‏ TUD | سويس ريسينغ أكادمي ‏ TUD | سويس ريسينغ أكادمي ‏ TUD |
| ----------------------- | ----------------------- | ----------------------- |
| م                       | عداء                    | مرتبة                   |
| 121                     | Nils Brun ‏              | 57                      |
| 122                     | Aloïs Charrin ‏          | لم يكمل السباق          |
| 123                     | جاكوب أريكسون ‏          | 42                      |
| 124                     | ألكسندر كامب            | لم يكمل السباق          |
| 125                     | Simon Pellaud ‏          | 52                      |
| 126                     | سيباستيان رايشنباخ      | 33                      |

| أونو-إكس موبيليتي ‏ UXT | أونو-إكس موبيليتي ‏ UXT   | أونو-إكس موبيليتي ‏ UXT |
| ---------------------- | ------------------------ | ---------------------- |
| م                      | عداء                     | مرتبة                  |
| 131                    | جوناس إبراهمسين ‏         | 40                     |
| 132                    | Martin Urianstad ‏        | لم يكمل السباق         |
| 133                    | Fredrik Dversnes ‏ (طريق) | لم يكمل السباق         |
| 134                    | Ådne Holter ‏             | لم يكمل السباق         |
| 135                    | توبياس هالاند يوهانسن    | 34                     |
| 136                    | Anthon Charmig ‏          | 39                     |
| 137                    | Torstein Træen ‏          | 8                      |

| أندروني جوكاتولي-سيدرمك ‏ GSS | أندروني جوكاتولي-سيدرمك ‏ GSS | أندروني جوكاتولي-سيدرمك ‏ GSS |
| ---------------------------- | ---------------------------- | ---------------------------- |
| م                            | عداء                         | مرتبة                        |
| 141                          | Alessandro Bisolti ‏          | لم يكمل السباق               |
| 142                          | Jonathan Guatibonza ‏         | لم يكمل السباق               |
| 143                          | Andrés Mancipe‏               | لم يكمل السباق               |
| 144                          | أليخاندرو أوسوريو            | 31                           |
| 145                          | Jeferson Armando Ruiz Acuña‏  | لم يكمل السباق               |
| 146                          | Filippo Tagliani ‏            | لم يكمل السباق               |
| 147                          | Santiago Umba ‏               | 51                           |

| مالوجا بوشبيكرز ‏ PBS | مالوجا بوشبيكرز ‏ PBS | مالوجا بوشبيكرز ‏ PBS |
| -------------------- | -------------------- | -------------------- |
| م                    | عداء                 | مرتبة                |
| 151                  | Paul Rudys ‏          | لم يكمل السباق       |
| 152                  | Liam Bertazzo ‏       | لم يكمل السباق       |
| 153                  | فيليبو فورتين        | لم يكمل السباق       |
| 154                  | Felix James Meo ‏     | لم يكمل السباق       |
| 156                  | Moritz Malcharek ‏    | لم يكمل السباق       |

| Biesse–Carrera ‏ BIE | Biesse–Carrera ‏ BIE   | Biesse–Carrera ‏ BIE |
| ------------------- | --------------------- | ------------------- |
| م                   | عداء                  | مرتبة               |
| 161                 | Nicolò Arrighetti‏     | لم يكمل السباق      |
| 162                 | Michael Belleri ‏      | 54                  |
| 163                 | Pierelis Belletta‏     | 60                  |
| 164                 | Andrea d' Amato ‏      | 56                  |
| 165                 | Anders Foldager ‏      | لم يكمل السباق      |
| 166                 | Francesco Galimberti ‏ | لم يكمل السباق      |
| 167                 | Giacomo Villa ‏        | 55                  |

| جنرال ستور بوتولي زارديني ‏ GEF | جنرال ستور بوتولي زارديني ‏ GEF | جنرال ستور بوتولي زارديني ‏ GEF |
| ------------------------------ | ------------------------------ | ------------------------------ |
| م                              | عداء                           | مرتبة                          |
| 171                            | Michele Berasi‏                 | لم يكمل السباق                 |
| 172                            | Tommaso Bergagna‏               | لم يكمل السباق                 |
| 173                            | Lorenzo Peschi‏                 | لم يكمل السباق                 |
| 174                            | Filippo D'Aiuto ‏               | لم يكمل السباق                 |
| 175                            | Carlo Francesco Favretto‏       | 62                             |
| 176                            | Omar Dal Cappello‏              | لم يكمل السباق                 |
| 177                            | Kevin Pezzo Rosola ‏            | لم يكمل السباق                 |

| MG.K vis Colors for Peace ‏ MGK | MG.K vis Colors for Peace ‏ MGK | MG.K vis Colors for Peace ‏ MGK |
| ------------------------------ | ------------------------------ | ------------------------------ |
| م                              | عداء                           | مرتبة                          |
| 181                            | Davide Bauce ‏                  | لم يكمل السباق                 |
| 182                            | Francesco Carollo‏              | 68                             |
| 183                            | Mattia Di Felice‏               | لم يكمل السباق                 |
| 184                            | Ben Granger‏                    | لم يكمل السباق                 |
| 185                            | Matthew Kingston‏               | لم يكمل السباق                 |
| 186                            | Edoardo Martinelli‏             | لم يكمل السباق                 |
| 187                            | Anthoni Silenzi‏                | لم يكمل السباق                 |

| Sam–Vitalcare–Dynatek ‏ IWD | Sam–Vitalcare–Dynatek ‏ IWD | Sam–Vitalcare–Dynatek ‏ IWD |
| -------------------------- | -------------------------- | -------------------------- |
| م                          | عداء                       | مرتبة                      |
| 191                        | Kevin Bonaldo‏              | 58                         |
| 192                        | Manuel Capra‏               | لم يكمل السباق             |
| 193                        | Giacomo Garavaglia ‏        | 50                         |
| 194                        | Samuele Mion‏               | لم يكمل السباق             |
| 195                        | Christian Danilo Pase‏      | لم يكمل السباق             |
| 196                        | Nicola Venchiarutti ‏       | لم يكمل السباق             |
| 197                        | Daniel Gaetano Zanta‏       | لم يكمل السباق             |

## التصنيف العام النهائي
| التصنيف العام         | التصنيف العام        | التصنيف العام            | التصنيف العام | التصنيف العام |
| العداء                | العداء               | الفريق                   | الوقت         |               |
| --------------------- | -------------------- | ------------------------ | ------------- | ------------- |
| 1                     | دافيد فورمولو        | فريق الإمارات            | 4 س 30 د 09 ث |               |
| 2                     | مارك هيرشي           | فريق الإمارات            | + 14 ث        |               |
| 3                     | فيليبو زانا          | فريق جايكو-العلا         | + 16 ث        |               |
| 4                     | أندريا فيندرام       | أيه إل أم                | + 29 ث        |               |
| 5                     | Andreas Kron ‏        | لوتو سودال               | + 29 ث        |               |
| 6                     | Samuele Battistella ‏ | فريق آستانا              | + 29 ث        |               |
| 7                     | Florian Vermeersch ‏  | لوتو سودال               | + 45 ث        |               |
| 8                     | Torstein Træen ‏      | أونو-إكس موبيليتي ‏       | + 47 ث        |               |
| 9                     | Axel Laurance ‏       | البيسين فينيكس           | + 53 ث        |               |
| 10                    | Filippo Fiorelli ‏    | بردياني سي إس إف فايزاني | + 53 ث        |               |
|                       |                      |                          |               |               |
| مصدر: ProCyclingStats |                      |                          |               |               |

## وصلات خارجية
- الموقع الرسمي
- لمحة عن سباق فينيتو كلاسيك 2023 على موقع  ProCyclingStats   (برو  سايكلنج  ستاتس) - إحصاءات  محترفي  الدراجات.

- فينيتو كلاسيك 2023 على موقع إحصائيات الدراجات الإحترافية (الإنجليزية)